# Guajimalpa 1.ª Sección
Guajimalpa 1.ª Sección es una ranchería del municipio de Balancán ubicado en la subregión de los Ríos del estado mexicano de Tabasco.

## Geografía
La localidad se ubica a 11.4 kilómetros (en dirección sudeste) de la localidad de Balancán de Domínguez, la cabecera y lugar más poblado del municipio. Se sitúa en las coordenadas geográficas 17°53′35″N 91°28′47″O / 17.893056, -91.479722, a una elevación de 33 metros sobre el nivel del mar.

## Demografía
Según el Conteo de Población y Vivienda 2020, efectuado por el Instituto Nacional de Estadística y Geografía, la localidad de Guajimalpa 1.ª Sección tiene 13 habitantes, de los cuales 6 son del sexo masculino y 7 del sexo femenino. Su tasa de fecundidad es de 3.33 hijos por mujer y tiene 5 viviendas particulares habitadas.
| Gráfica de evolución demográfica de Guajimalpa 1.ª Sección entre 1950 y 2020 |
|                                                                              |
| INEGI.                                                                       |